# أعمر سالم ولد محمد لحبيب
هو الأمير أعمر سالم ولد محمد لحبيب ولد أعمر ولد المختار هو آخر من تأمر من أبناء محمد لحبيب وأمه فاطمَة بنت محمد ولد سيد أحمد الدمانية.

## نزاعه الإمارة مع ابن أخيه محمد فال ولد سيدي
بعد اغتيال الأمير اعلي ولد محمد لحبيب على يد أولاد سيدي ولد محمد لجبيب ولبس محمد فال ولد سيدي السروال وإعلان نفسه أميرا للترارزة، أعلن أعمر سالم رفضه للأمر وعدم اعترافه بمحمد فال ولد سيدي أميرا، فهو يرى نفسه الأحق بالإمارة خصوصا أنه هو الباقي على قددددديد الحياة من أبناء الأمير محمد لحبيب.
تنازع على الإمارة إذن أميران وكانت بينهم أيام منها يوم «ابدكُّوتْ» ويوم «مشرع ابيليل» ويوم «انبطانْ» وفي الأخير جنحا للسلم وتنازل محمد فال عن الإمارة لصالح عمه أعمر سالم.

## اتفاقية 1987
وقّع الأمير أعمر سالم ولد محمد لحبيب مع حاكم السنغال الفرنسي سنة 1887م، إتفاقية تتضمّن حرية وأمن تجارة الصمغ، واسعاف الغرقى، مقابل زيادة الرسم إلى 1500 قطعة من قماش «النيلة».

## خروج بياده عليه
كان أحمد سالم ولد اعلي المعروف ببياده قد قتل محمد فال ولد سيدي سنة 1887م انتقاما منه لقتله والده اعلي ولد محمد لحبيب لكن الأمر لم يستتب بعد ذلك للأمير أعمر سالم، فبيادة بعد قتله لمحمد فال أصبح ينازع أعمر سالم الإمارة ويطالب بها لنفسه.
شهد النزاع بين أعمر سالم وبياده عدة وقائع أشهرها يوم الحيمر، وتنضلها، والكانه وكان آخر وقائعهما يوم «تغظفتْ» الذي قتل فيه الأمير أعمر سالم.

## اغتياله
قتل أعمر سالم ولد محمد الحبيب يوم تغظفت سنة 1893م على يد أحمد سالم ولد اعلي «بيّاده».